# Kāsf
Kāsf (persiska: کاسف) är en ort i Iran.   Den ligger i provinsen Khorasan, i den nordöstra delen av landet, 600 km öster om huvudstaden Teheran. Kāsf ligger 1 472 meter över havet och antalet invånare är 962.
Terrängen runt Kāsf är kuperad, och sluttar söderut.Runt Kāsf är det ganska glesbefolkat, med 31 invånare per kvadratkilometer. Kāsf är det största samhället i trakten. Trakten runt Kāsf är ofruktbar med lite eller ingen växtlighet.